# Махринский сельсовет
Махринский сельсовет — упразднённая административно-территориальная единица, существовавшая на территории Московской губернии и Московской области до 1939 года.
Махринский сельсовет был образован в первые годы советской власти. По данным 1922 года он входил в состав Константиновской волости Сергиевского уезда Московской губернии.
По данным 1926 года в состав сельсовета входили село Махра, деревни Афанасово, Козино и Селихово.
В 1929 году Махринский с/с был отнесён к Константиновскому району Кимрского округа Московской области.
17 июля 1939 года Махринский с/с был упразднён. При этом все его населённые пункты (Махра, Афанасово, Козино и Селихово) были переданы в Дмитровский с/с.